# Cerkev Saint Pierre de Montmartre
Cerkev Saint-Pierre de Montmartre (francoska izgovorjava: [sɛ̃ pjɛʁ də mɔ̃.maʁtʁ]) je ena najstarejših ohranjenih cerkva v Parizu, takoj za samostanom Saint-Germain-des-Pres, a manj znana od dveh glavnih cerkva na Montmartru, druga bolj znana je bazilika Sacré-Cœur iz 19. stoletja, tik nad njo. Saint-Pierre de Montmartre, ki so jo začeli graditi leta 1133, je bila cerkev prestižnega samostana Montmartre, uničenega v francoski revoluciji.
Glede na najzgodnejši življenjepis svetega Ignacija Lojolskega je bilo mučeništvo samostana Montmartre kraj, kjer so bile izrečene zaobljube, ki so vodile do ustanovitve Družbe Jezusove.

## Zgodovina
Glede na tradicionalno zgodovino cerkve jo je ustanovil sv. Dionizij v 3. stoletju, vendar so bili na zelo razburkanem mestu odkriti le razpršeni znaki galsko-rimske okupacije.
Merovinški sarkofagi in kapiteli stebrov iz 7. stoletja kažejo, da je na vrhu Montmartra že od 6. stoletja stala cerkev, posvečena svetemu Petru. Théodore Vacquier, prvi občinski arheolog v Parizu, je identificiral ostanke zidu, ki pripadajo Marsovemu templju, po katerem je verjel, da je Montmartre dobil ime.
Zgodnja cerkev, Sanctum Martrium ali »Kapela mučenikov«, je bila zgrajena na istem mestu v 9. stoletju, da bi označila tradicionalno lokacijo na južni strani hriba, kjer je verjeti, da je bil zavetnik Pariza, sv. Dionizij, obglavljen, skupaj z duhovnikom Eleutherejem in Diacre Rustique. Ignacij Lojolski in njegovi privrženci so leta 1534 izbrali isto mesto za ustanovitev Družbe Jezusove ali jezuitskega reda. V 9. stoletju je cerkev postala postaja za romarje, ki so šli v baziliko sv. Dionizija.
Leta 1133 je Ludvik VI. kupil ozemlje Montmartra od menihov samostana Saint-Martin-des-Champs. On in njegova žena Adelaida Savojska sta ustanovila kraljevi samostan za benediktinske nune iz samostana Saint-Pierre-des-Dames. Cerkev je imela dve funkciji; vzhodni del, posvečen Devici Mariji in svetemu Dioniziju, so uporabljale redovnice, medtem ko so zahodni del, posvečen svetemu Petru, uporabljali prebivalci lokalne župnije.
Samostan je ponovno posvetil papež Evgen III. leta 1147 na razkošni kraljevi slovesnosti, kjer sta Bernard iz Clairvauxa (bolj znan kot sveti Bernard) in Peter, opat iz Clunyja delovala kot pomočnika.
Leta 1622 je bila kapela sv. mučenika spremenjena v samostan, ki je bil imenovan "spodnja cerkev". 1670-ta in 1680-ta leta so zaznamovala poseben trenutek v zgodovini samostana. V letih, ko je bila Françoise Renée de Lorraine, sestra Marije, vojvodinje Guise, opatinja, in zlasti ko je bila Marguerite Louise Orléanska, velika vojvodinja Toskane, tam v zaprtem bivališču (od leta 1675), je začela igrati glasba pomembno vlogo v verskih službah samostana. Marc Antoine Charpentier, Marijin skladatelj, je napisal nabožno glasbo, ki naj bi jo tam izvajali.
Do leta 1680 so bile stavbe zgornjega samostana v slabem stanju. Leta 1686 je verska skupnost opustila stavbe, razen samostanske cerkve, in se preselila po hribu navzdol v novo župnijo. Cerkev je bila ohranjena kot kor za nune in grob za opatinje.

### Revolucionarno uničenje in obnova
- Ruševine kapele s stolpom, ki se uporablja kot telegrafska postaja, Antoine-Louis Goblain (1820)
- Porušena cerkev v 19. stoletju

Med francosko revolucijo so bili samostan Montmartre in kripte uničeni, kapela pa je bila za nekaj časa spremenjena v tempelj razuma, nato pa večinoma opuščena. Leta 1794 je stolp ponovno zgradil Claude Chappe za pošiljanje sporočil z vizualnimi telegrafskimi signali drugim stolpom v vidnem polju. Po porazu Napoleona so jo ruski okupatorji leta 1814 uporabljali kot vojašnico. Komaj se je izognila rušenju, a je bila večinoma zapuščena. Končno jo je obnovil arhitekt Ernest-Claude Sauvageot med letoma 1899-1905 in je bila uradno vrnjena cerkvi leta 1908.

## Zunanjost
Vhod v cerkev je skoraj skrit za dvoriščem, polnim dreves. Fasada je iz leta 1775 in ima tri moderna vrata iz litega brona, ki jih je leta 1980 dodal italijanski kipar Tommaso Gismondi (1906-2003). Prikazujejo prizore iz življenja treh osebnosti, povezanih s cerkvijo; Devico Marijo, svetim Petrom in svetim Dionizijem. Vrata iz predprostora cerkve vodijo na kalvarijsko pokopališče, staro župnijsko pokopališče. Odprta so le 1. novembra, na dan vseh svetih.
- Pokopališče in cerkev, pogled na baziliko Sacré Coeur
- Pogled na cerkev od zgoraj, s kupole bazilike Sacre Coeur. Desno od cerkve je pokopališče Kalvarija.
- Zahodno pročelje in portal
- Detajl bronastih osrednjih vrat

## Notranjost
Notranjost se tlorisno zgleduje po romanskem vzoru; glavna ladja je obdana z nižjima stranskima ladjama, transept med ladjo in korom se ne razteza izven osrednje strukture, apsida na vzhodnem koncu pa ima obroč majhnih kapel.
Ladja je iz 12. stoletja. Stebri, ki podpirajo strop, ki je križno obokan, so sestavljeni iz snopov vitkih stebrov. Kapiteli stebrov imajo različne romanske in zgodnje gotske motive, vključno z akantovimi listi, kroketi in stiliziranimi lokvanji.
Desna stranska ladja, obrnjena proti koru, ima več slikovitih kapitelov na stebrih iz 12. stoletja. Ti prikazujejo več fantastičnih ptic, pa tudi alegorične figure; en kapitel prikazuje človeka s prašičjo glavo na drugem človeka z glavo koze, ki predstavlja razkošje in čarovništvo.
- Tloris cerkve iz leta 1898 s še nedokončanim transeptom
- Ladja, obrnjena proti vzhodu
- Kor in apsida cerkve

Najstarejšo in najbolj slikovito arhitekturo najdemo v koru in apsidi. Enojna traveja kora je leta 1147 dobila nov obokan strop s prečnimi rebri. Apsida je bila konec 12. stoletja prezidana v obliki peterokotnika. Njen strop podpira mreža šestih elegantnih reber. Dvojni lok, ki ločuje kor od apside, ima še eno nenavadno značilnost; sloni na dveh starodavnih stebrih iz 2. ali 3. stoletja z vklesanimi marmornimi kapiteli iz merovinškega obdobja (6.–7. stoletje).
- Kapitel stebra, ki predstavlja razkošje in čarovništvo (12. st.)
- Ponovno uporabljen starorimski steber z merovinškim kapitelom
- Kapiteli merovinških stebrov (6.-7. st.), južna stran, prvi prerez
- Kapiteli stebrov v severnem transeptu, jugovzhodni kot
- Rebra in obok kora (12. st.)

### Umetnost in dekoracija
- Cerkev prikazuje kip Gospe Montmartrske, znane tudi kot Gospa od lepote, zavetnice umetnikov Montmartra. Cerkvi jo je leta 1942 podaril montmartski slikar princ Gazi. Zdaj je predmet letnega romanja 11. novembra, ki obnavlja tradicijo izpred francoske revolucije.
- V kapeli krstov je ovalni krstilnik iz leta 1537, izdelan v obliki tradicionalne Mojzesove zibelke. Okras na bazenčku je v renesančnem slogu.
- Kip svetega Petra na prestolu, ki je v stranski ladji na južni strani, je kopija dela, prikazanega v baziliki svetega Petra v Vatikanu v Rimu.
- Sliko Kristus v oljčnem vrtu, v koru, je ustvaril Joseph-François Parrocel (1704-1781). Upodablja Kristusa, ki prejema sporočilo od Boga, ki ga nosi angel, medtem ko apostoli spijo spodaj, in postavlja v kontrast mračne sence zemeljskega sveta spodaj z osvetlitvijo nebes na vrhu slike.

- Krstilnik v obliki Mojzesove zibelke (16. stoletje)
- Kip Gospe Montmartrske, zaščitnice umetnikov Montmartra
- Sveti Peter na prestolu (kopija dela iz Vatikana)
- "Kristus v oljčnem vrtu" Joseph-Françoisa Parrocela, v zboru (1704-1781)